# DOK4
DOK4‏ (Docking protein 4) هوَ بروتين يُشَفر بواسطة جين DOK4 في الإنسان.